# Холмовец
Холмовец (укр. Холмовець) — село в Пийтерфолвовской общине Закарпатской области Украины.
Население по переписи 2001 года составляло 715 человек. Почтовый индекс — 90363. Телефонный код — 03143. Занимает площадь 3,585 км². Код КОАТУУ — 2121286202.